# MKB-10 Poglavje III: Bolezni krvi in krvotvornih organov in nekatere bolezni, pri katerih je udeležen imunski odziv
| Mednarodna klasifikacija bolezni in sorodnih zdravstvenih problemov 10. popravljena izdaja | Mednarodna klasifikacija bolezni in sorodnih zdravstvenih problemov 10. popravljena izdaja | Mednarodna klasifikacija bolezni in sorodnih zdravstvenih problemov 10. popravljena izdaja     |
| Poglavje                                                                                   | Kategorije                                                                                 | Naslov                                                                                         |
| ------------------------------------------------------------------------------------------ | ------------------------------------------------------------------------------------------ | ---------------------------------------------------------------------------------------------- |
| I                                                                                          | A00-B99                                                                                    | Nekatere infekcijske in parazitske bolezni                                                     |
| II                                                                                         | C00-D48                                                                                    | Neoplazme                                                                                      |
| III                                                                                        | D50-D89                                                                                    | Bolezni krvi in krvotvornih organov in nekatere bolezni, pri katerih je udeležen imunski odziv |
| IV                                                                                         | E00-E90                                                                                    | Endokrine, prehranske in presnovne bolezni                                                     |
| V                                                                                          | F00-F99                                                                                    | Duševne in vedenjske motnje                                                                    |
| VI                                                                                         | G00-G99                                                                                    | Bolezni živčevja                                                                               |
| VII                                                                                        | H00-H59                                                                                    | Bolezni očesa in adneksov                                                                      |
| VIII                                                                                       | H60-H95                                                                                    | Bolezni ušesa in mastoida                                                                      |
| IX                                                                                         | I00-I99                                                                                    | Bolezni obtočil                                                                                |
| X                                                                                          | J00-J99                                                                                    | Bolezni dihal                                                                                  |
| XI                                                                                         | K00-K93                                                                                    | Bolezni prebavil                                                                               |
| XII                                                                                        | L00-L99                                                                                    | Bolezni kože in podkožja                                                                       |
| XIII                                                                                       | M00-M99                                                                                    | Bolezni mišično-skeletnega sistema in vezivnega tkiva                                          |
| XIV                                                                                        | N00-N99                                                                                    | Bolezni sečil in spolovil                                                                      |
| XV                                                                                         | O00-O99                                                                                    | Nosečnost, porod in poporodno obdobje                                                          |
| XVI                                                                                        | P00-P96                                                                                    | Nekatera stanja, ki izvirajo v obporodnem obdobju                                              |
| XVII                                                                                       | Q00-Q99                                                                                    | Prirojene malformacije, deformacije in kromosomske nenormalnosti                               |
| XVIII                                                                                      | R00-R99                                                                                    | Simptomi, znaki in nenormalni klinični in laboratorijski izvidi, ki niso uvrščeni drugje       |
| XIX                                                                                        | S00-T98                                                                                    | Poškodbe, zastrupitve in nekatere druge posledice zunanjih vzrokov                             |
| XX                                                                                         | V01-Y98                                                                                    | Zunanji vzroki obolevnosti in umrljivosti                                                      |
| XXI                                                                                        | Z00-Z99                                                                                    | Dejavniki, ki vplivajo na zdravstveno stanje in na stik z zdravstveno službo                   |
| XXII                                                                                       | U00-U99                                                                                    | Kode za posebno uporabo                                                                        |

Mednarodno klasifikacijo bolezni in sorodnih zdravstvenih problemov 10-ta revizija (MKB-10) objavlja Svetovna zdravstvena organizacija (WHO)..  Ta stran vsebuje MKB-10 Poglavje III: Bolezni krvi in krvotvornih organov in nekatere bolezni, pri katerih je udeležen imunski odziv.

## D50-D89 - Boleznikrviinkrvotvornih organovin nekatere bolezni, pri katerih je udeleženimunski odziv

### (D50-D53)Prehranske anemije(nutricijske)
- (D50) Anemija zaradi pomanjkanja železa
  - (D50.0) Anemija zaradi pomanjkanja železa po krvavitvah (kroničnih)
  - (D50.1) Oteženo požiranje zaradi pomanjkanja železa Sideropenična disfagija
    - Kelly-Patersonov sindrom
    - Plummer-Vinsonov sindrom

  - (D50.8) Druge anemije zaradi pomanjkanja železa
  - (D50.9) Anemija zaradi pomanjkanja železa, neopredeljena

- (D51) Anemija zaradi pomanjkanja vitamina B12
  - (D51.0) Anemija zaradi pomanjkanja vitamina B12 pri pomanjkanju intrizičnega dejavnika
    - Perniciozna anemija
    - Addisonova anemija
    - Biermerjeva anemija

  - (D51.1)  Anemija zaradi pomanjkanja vitamina B12 pri moteni absorbciji vitamina B12 s proteinurijo
    - dedna megaloblastna anemija

  - (D51.2) Pomanjkanje transkobalamina II
  - (D51.3) Druge vrste anemije zaradi pomanjkanja vitamina B12 pri neustrezni prehrani
  - (D51.8) Druge vrste anemije zaradi pomanjkanja vitamina B12
  - (D51.9) Anemija zaradi pomanjkanja vitamina B12, neopredeljena

- (D52) Anemija zaradi pomanjkanja folatov
  - (D52.0) Anemija zaradi pomanjkanja folatov pri neustrezni prehrani
  - (D52.1) Anemija zaradi pomanjkanja folatov po zdravilih
  - (D52.8) Druge anemije zaradi pomanjkanja folatov
  - (D52.9) Anemija zaradi pomanjkanja folatov, neopredeljena

- (D53) Druge prehranske (nutricijske) anemije
  - (D53.0) Anemija zaradi pomanjkanje beljakovin
  - (D53.1) Druge megaloblastne anemije, ki niso uvrščene drugje
  - (D53.2) Anemija pri skorbutu
  - (D53.8) Druge opredeljene prehranske anemije
    - Anemija, povezana s pomanjkanjem bakra
    - Anemija, povezana s pomanjkanjem molibdena
    - Anemija, povezana s pomanjkanjem cinka

  - (D53.9) Prehranska anemija, neopredeljena
    - Enostavna kronična anemija

### (D55-D59)Hemolitične anemije
- (D55) Anemija zaradi pomanjkljive aktivnosti eritrocitnih encimov
  - (D55.0) Anemija zaradi pomanjkljive aktivnosti glukoza-6-fosfat dehidrogenaze (G6PD) 
    - Favizem
    -  Anemija zaradi pomanjkljive aktivnosti G6PD

  - (D55.1) Anemija zaradi drugih motenj v presnovi glutationa
  - (D55.2) Anemija zaradi pomanjkljive aktivnosti glikolitičnih encimov
    - Anemija zaradi pomanjkljive aktivnosti heksokinaze
    - Anemija zaradi pomanjkljive aktivnosti piruvat-kinaze
    - Anemija zaradi pomanjkljive aktivnosti trioza-fosfat-izomeraze

  - (D55.3) Anemija zaradi motenj v presnovi nukleotidov
  - (D55.8) Druge anemije zaradi pomanjkljive aktivnosti eritrocitnih encimov
  - (D55.9) Anemija zaradi pomanjkljive aktivnosti eritrocitnih encimov, neopredeljena

- (D56) Talasemija
  - (D56.0) Talasemija alfa
  - (D56.1) Talasemija beta
  - (D56.2) Talasemija delta-beta
  - (D56.3) Motnja s tarčastimi eritrociti
  - (D56.4) Dedna motnja s fetalnim hemoglobinom (HPFH)
  - (D56.8) Druge talasemije
  - (D56.9) Talasemija, neopredeljena
    - Mediteranska anemija

- (D57) Motnje zaradi srpastih eritrocitov
  - (D57.0) Hemolitična kriza anemije s srpastimi ertrociti
  - (D57.1) Anemija s srpastimi ertrociti brez hemolitične krize
  - (D57.2) Dvojne heterozigotne motnje s srpastimi eritrociti in z nepravilnim hemoglobinom
  - (D57.3) Motnja zaradi srpastih eritrocitov
  - (D57.8) Druge motnje zaradi srpastih eritrocitov

- (D58) Druge dedne hemolitične anemije
  - (D58.0) Dedna sferocitoza
    - Aholurična (družinska) zlatenica
    - Prirojena (sferocitna) hemolitična zlatenica
    - Minkowski-Chauffardov sindrom

  - (D58.1) Dedna eliptocitoza
    - Eliptocitoza (prirojena)
    - Ovalocitoza (prirojena)(dedna)

  - (D58.2) Druge motnje zaradi nepravilnega hemoglobina
    - Nepravilen hemoglobin BDO
    - Prirojena anemija a Heinzovimi telesci
    - Hemoglobinopatija BDO
    - Hemoltična bolezen zaradi nestabilnega hemogolbina

  - (D58.8) Druge opredeljene dedne hemolitične anemije
    - Stomatocitoza

  - (D58.9) Dedna hemolitična anemija, neopredeljena

- (D59) Pridobljena hemolitična anemija
  - (D59.0) Avtoimunska hemolitična anemija po zdravilih
  - (D59.1) Druge avtoimunske hemolitične anemije
    - Avtoimunska hemolitična anemija s toplimi protitelesi

  - (D59.2) Neavtoimunska hemolitična anemija po zdravilih
  - (D59.3) Hemolitično-uremični sindrom
  - (D59.4) Druge neavtoimunske hemolitične anemije
    - Mikroangiopatična hemolitična anemija

  - (D59.5) Paroksizimalna nočna hemoglobinurija (Marchiafava-Micheli)
  - (D59.6) Hemoglobinurija s hemolizo zaradi drugih zumamnjih vzrokov
    - Paroksizimalna hemoglobinurija zaradi ohladitve

  - (D59.8) Druge pridobljene hemolitične anemije
  - (D59.9) Pridobljena hemolitična anemija, neopredeljena
    - Idiopatična hemolitična anemija, kronična

### (D60-D64)Aplastičnain drugeanemije
- (D60) Pridobljena aplazija celic rdeče vrste (eritroblastopenija)

- (D61) Druge aplastične anemije
  - (D61.0) Constitutional aplastična anemija
    - Blackfan-Diamondov sindrom
    - Družinska hipoplastična anemija
    - Fanconijeva anemija
    - Pancitopenija z malformacijami

  - (D61.1) Aplastična anemija po zdravilih
  - (D61.2) Aplastična anemija zaradi drugih zunanjih vzrokov
  - (D61.3) Idiopatična aplastična anemija
  - (D61.8) Druge opredeljene aplastične anemije
  - (D61.9) Aplastična anemija, neopredeljena
    - Hipoplastična anemija BDO
    - Medularna hipoplazija
    - Panmieloftiza

- (D62) Akutne anemije po krvavitvi
- (D63) Anemije pri kronične bolezni uvrščenih drugje

- (D64) Druge anemije
  - (D64.0) Dedna sideroblastna anemija
  - (D64.1) Sekundarna sideroblastna anemija zaradi druge bolezni
  - (D64.2) Sekundarna sideroblastna anemija zaradi zdravil in toksinov
  - (D64.3) Druge sideroblastne anemije
  - (D64.4) Prirojena diseritropoetična anemija
  - (D64.8) Druge opredeljene anemije
    - Psevdolevkemija pri otrocih
    - Levkoeritoblastna anemija

  - (D64.9) Anemija, neopredeljena

### (D65-D69) Motnjekoagulacijekrvi,purpurain drugekrvavitve
- (D65) Diseminirana intravaskularna koagulacija (defibrinacijski sindrom)
  - Afibrinogenemija, pridobljena
  - Porabnostna koagulopatija
  - Diseminirana intravaskularna koagulacija (DIK)
  - Povečana fibrinoliza s krvavitvami, pridobljena
  - Fibrinolična purpura
  - Fulminantna purpura

- (D66) Dedno pomanjkanje faktorja VIII
  - Hemofilija A

- (D67) Dedno pomanjkanje faktorja IX
  - Christmasova bolezen
  - Hemofilija B

- (D68) Druge motnje pri koagulaciji krvi
  - (D68.0) Von Willebrandova bolezen
  - (D68.1) Dedno pomanjkanje faktorja XI
    - Hemophilija C

  - (D68.2) Dedno pomanjkanje drugih faktorjev koagulacije krvi
  - (D68.3) Krvavitve zaradi dejavnikov v krvi, ki preprečujejo strjevanje krvi
  - (D68.4) Pridobljeno pomanjkanje koagulacijskega faktorja
  - (D68.8) Druge opredeljene motnje pri koagulaciji krvi
  - (D68.9) Motnja pri koagulaciji krvi, neopredeljena

- (D69) Purpura in druge krvavitve
  - (D69.0) Alergijska purpura
    - Anafilaktoidna purpura
    - Henoch-Schönleinova purpura
    - Vaskulitis, alergijski

  - (D69.1) Motnje funkcije trombocitov
    - Bernard-Soulierov sindrom (sindrom gigantskih trombocitov)
    - Glanzmannova bolezen
    - Sindrom sivih trombocitov
    - Trombastenija (s krvavitvami)(dedna)
    - Trombocitopatija

  - (D69.2) Druge vrste netrombocitopenična purpura
  - (D69.3) Idiopatična trombocitopenična purpura
    - Evansov sindrom

  - (D69.4) Druge vrste primarna trombocitopenija
  - (D69.5) Sekundarna trombocitopenija
  - (D69.6) Trombocitopenija, neopredeljena
  - (D69.8) Druge opredeljene krvavitve
    - Krhkost kapilar (dedna)
    - Žilna psevdohemofilija

  - (D69.9) Krvavitev, neopredeljena

### (D70-D77) Druge boleznikrviinkrvotvornih organov
- (D70) Agranulocitoza
  - Angina pri agranulocitozi
  - Infantilna genetska agranulocitoza
  - Kostmannova bolezen
  - Nevtropenija, BDO

- (D71) Funkcijske pomanjkljivosti nevrofilcev
  - Okvara receptorjev celične membrane (CR3)
  - Kronična granulomatous bolezen (otroška)
  - Prirojena pomanjkljiva fagocitna sposobnost
  - Progresivna septična granulomatoza

- (D72) Druge nepravilnosti levkocitov
  - (D72.0) Genetske nepravilnosti levkocitov
    - Alderjeva nepravilnost
    - May-Hegglinova nepravilnost
    - Pelger-Huëtova nepravilnost

  - (D72.1) Eozinofilija
  - (D72.8) Druge opredeljene spremembe levkocitov
    - Levkemoidna reakcija: limfocitna, monocitna, mielocitna
    - Levkocitoza
    - Limfocitoza (simptomatska)
    - Limfopenija
    - Monocitoza (simptomatska)
    - Plazmocitoza

  - (D72.9) Nepravilnost levkocitov, neopredeljena

- (D73) Bolezni vranice
  - (D73.0) Hiposplenizem
  - (D73.1) Hipersplenizem
  - (D73.2) Kronična kongestivna splenomegalija
  - (D73.3) Absces vranice
  - (D73.4) Cista vranice
  - (D73.5) Infarkt vranice
  - (D73.8) Druge bolezni vranice
    - Fibroza vranice BDO
    - Perisplenitis
    - Splenitis BDO

  - (D73.9) Bolezen vranice, neopredeljena

- (D74) Methemoglobinemija
  - (D74.0) Prirojena methemoglobinemija
    - Prirojeno pomanjkanje NADH-methemoglobin reduktaze
    - Hemoglobin-M (Hb-M) bolezen
    - Methemoglobinemija, dedna

  - (D74.8) Druge methemoglobinemije
    - Pridobljena methemoglobinemija (s sulfhemoglobinemijo)
    - Toksična methemoglobinemija

  - (D74.9) Methemoglobinemija, neopredeljena

- (D75) Druge bolezni krvi in krvotvornih organov
  - (D75.0) Družinska eritrocitoza
  - (D75.1) Sekundarna policitemija
  - (D75.2) Esencialna trombocitoza
  - (D75.8) Druge opredeljene bolezni krvi in krvotvornih organov
    - Bazofilija

  - (D75.9) Bolezen krvi in krvotvornih organov, neopredeljena

- (D76) Nekatere bolezni limforetikularnega tkiva in retikulohistiocitne celične vrste
  - (D76.0) Histiocitoza Langerhansovih celic, ki ni uvrščena drugje
    - Eozinofilni granulom
    - Hand-Schüller-Christianova bolezen
    - Histiocitoza X (kronična)

  - (D76.1) Hemofagocitna limfohistiocitoza
    - Družinska hemofagocitna retikuloza

  - (D76.2) Hemofagocitni sindrom, po okužbi
  - (D76.3) Drugi sindromi histiocitoze
    - Retikulohistiocitom (velikocelični)
    - Histiocitoza sinusov z izrazitim povečanjem bezgavk
    - Ksantogranulom

- (D77) Druge bolezni krvi in krvotvornih organov pri boleznih, uvrščenih drugje

### (D80-D89) Nekatere motnje, pri katerih je udeleženimunski odziv
- (D80) Pomanjkljiv imunski odziv zaradi pomanjkljive tvorbe protiteles
  - (D80.0) Dedna hipogamaglobulinemija
    - Autosomska recesivna agamaglobulinemija (švicarska oblika)
    - Na spolni kromosom X vezana agamaglobulinemija (Brutonova bolezen) (s pomanjkanjem rastnega hormona)

  - (D80.1) Pridobljena hipogamaglobulinemija
    - Agamaglobulinemija s prizadetostjo limfocitov B
    - Enostavna občasna agamaglobulinemija (CV Agamma)
    - Hipogamaglobulinemija BDO

  - (D80.2) Pomanjkanje imunoglobulinov A (IgA)
  - (D80.3) Pomanjkanje imunoglobulinov G (IgG) (podvrst)
  - (D80.4) Pomanjkanje imunoglobulinov M (IgM)
  - (D80.5) Pomanjkljiv imunski odziv s povečano koncentracijo imunoglobulinov M (IgM)
  - (D80.6) Pomanjkljiva proizvodna prototeles s skoraj normalno ali povečano koncentracijo imunoglobulinov
  - (D80.7) Prehodna hipogamaglobulinemija v otrištvu
  - (D80.8) Druga stanja pomanjkljivega imunskega odziva s pretežno pomanjkljivo prizvodnjo protiteles
    - KaPomanjkanje lahkih verig kapa

  - (D80.8) Stanja pomanjkljivega imunskega odziva s pretežno pomanjkljivo prizvodnjo protiteles, neopredeljena

- (D81) Pomanjkljivi imunski odziv zaradi več vzrokov
  - (D81.0) Hudo pomanjkljiv imunski odziv zaradi več vzrokov s pomanjkljivim nastankom retikularnega tkiva
  - (D81.1) Hudo pomanjkljiv imunski odziv zaradi več vzrokov z zmanjšanim številom limfocitov T in limfocitov B
  - (D81.2) Hudo pomanjkljiv imunski odziv zaradi več vzrokov z zmanjšanim ali normalnim številom limfocitov B
  - (D81.3) Pomanjkanje deaminaze adenozina (ADA)
  - (D81.4) Nezelofov sindrom
  - (D81.5) Pomanjkanje nukleozid fosforilaze purina
  - (D81.6) Pomanjkljivost, povezana z okvaro histokompatibilnega kompleksa razreda I
    - Sindrom golih levkocitov

  - (D81.7) Pomanjkljivost, povezana z okvaro histokompatibilnega kompleksa razreda II
  - (D81.8) Drugi kombinirani pomanjkljivi imunski odzivi zaradi več vzrokov
    - Pomanjkanje od biotina odvisne karbokslaze

  - (D81.9) Pomanjkljivi imunski odziv zaradi več vzrokov, neopredeljen

- (D82) Povezava pomanjkljivega imunskega odziva z drugimi pomembnimi nepravilnostmi
  - (D82.0) Wiskott-Aldrichov sindrom
    - Pomanjkljiv imunski odziv s trombocitopenijo in ekcemom

  - (D82.1) Di Georgeev sindrom
  - (D82.2) Pomanjkljiv imunski odziv in pritlikavost
  - (D82.3) Pomanjkljiv imunski odziv po dednem pomanjkljivem odzivu na virus Epstein-Barr
    - Na spolni kromosom X vezana limfoproliferativna bolezen

  - (D82.4) Sindrom povečane koncentracije imunoglobulinov E (IgE)

- (D83) Enostavni občasni pomanjkljiv imunski odziv

- (D84) Drugi pomankljivi imunski odzivi
  - (D84.0) Motnja v limfocitnem funkcijskem antigenu-1 (LFA-1)
  - (D84.1) Pomanjkljivosti v komplementnem sistemu
    - Pomanjkanje zaviralca esterase C1 (C1-INH)

  - (D84.8) Drugi opredeljeni pomankljivi imunski odzivi
  - (D84.9) Pomanjkljiv imunski odziv, neopredeljen

- (D86) Sarkoidoza
  - (D86.0) Sarkoidoza pljuč
  - (D86.1) Sarkoidoza bezgavk
  - (D86.2) Sarkoidoza pljuč in bezgavk
  - (D86.3) Sarkoidoza kože
  - (D86.8) Sarkoidoza drugih organov
  - (D86.9) Sarkoidoza, neopredeljena

- (D89) Druge motnje, pri katerih je udeležen imunski odziv, ki niso uvrščene drugje
  - (D89.0) Poliklonska hipergamaglobulinemija
    - Benign hipergamaglobulinemična purpura
    - Poliklonska imunoglobulinemija BDO

  - (D89.1) Krioglobulinemija
  - (D89.2) Hipergamaglobulinemija, neopredeljena
  - (D89.8) Motnje, pri katerih je udeležen imunski odziv, ki niso uvrščene drugje
  - (D89.9) Motnja, pri katerih je udeležen imunski odziv, neopredeljena